# Amaurornis phoenicurus
La gallineta de pecho blanco o gallineta pechiblanca (Amaurornis phoenicurus) es una especie de ave gruiforme de la familia Rallidae que puebla los humedales del Sudeste asiático desde Indonesia hasta Sri Lanka y el sur de China.

## Subespecies
Se conocen cuatro subespecies de Amaurornis phoenicurus:
- Amaurornis phoenicurus phoenicurus - S Asia, Archipiélago Malayo y Filipinas.
- Amaurornis phoenicurus insularis - Andaman y Nicobar.
- Amaurornis phoenicurus midnicobarica - centro de Nicobar.
- Amaurornis phoenicurus leucomelana - Sulawesi, W Molucas y Islas menores de la Sonda.